# Josef Kahl
Josef A. Kahl (24. února 1841 Liberec – 30. dubna 1913 Liberec) byl rakouský a český podnikatel a politik německé národnosti, na konci 19. století poslanec Českého zemského sněmu.

## Biografie
Působil jako podnikatel v textilním průmyslu. V Liberci provozoval továrnu. Po 14 let byl členem obecního zastupitelstva a zasedal v liberecké obchodní a živnostenské komoře (jejím členem byl od roku 1878). Byl zástupcem předsedy svazu libereckých textilních výrobců, zasedal v dozorčí radě liberecké spořitelny.
V 90. letech 19. století se zapojil do zemské politiky. V doplňovacích volbách v prosinci 1894 byl zvolen v kurii obchodních a živnostenských komor (volební obvod Liberec) do Českého zemského sněmu. V řádných volbách v roce 1895 mandát obhájil. Uvádí se jako německý liberál (takzvaná Německá pokroková strana).
V roce 1863 se oženil s Katharinou rozenou Siebeneicher. Měli dceru a dva syny, z nichž jeden zahynul tragicky při pádu v horách. Josef Kahl byl rovněž aktivní v turistice. Zastával funkci čestného předsedy libereckého pobočky Alpenvereinu. V posledních letech před smrtí se již z podnikání stáhl. Tři roky před úmrtím byl postižen záchvatem, který ho upoutal na lůžko. Zemřel v dubnu 1913.